# 남대문시장 화재
남대문시장 화재사고(南大門市場火災事故)는 1977년 9월 14일 밤 9시 남대문시장 중앙상가 C동에서 발생한 화재 사고로, 대한민국 건국 이래 남대문시장에서 일어난 네번째 대화재이다.

## 경과
1977년 9월 14일 21시 45분 경 서울특별시 중구 남창동 32 남대문시장 중앙상가 C동에서 불이 나기 시작하였다. 처음 불길을 목격한 당시 야간경비원 김덕현 씨는 '당시 건물 내부를 순찰하던 중 건물 서쪽 끝에서 연기냄새가 나 다가가 보니 6호상점 셔터문 위쪽에서 흰 연기와 함께 불길이 치솟는 것을 보았다'라고 진술하였다.
발화를 최초로 확인한 김덕현 씨와 함께 있던 경비원 2명은 급히 소화전에 호스를 연결하여 불을 끄려고 시도하였으나, 소화전과 발화 위치에 비해 호스 길이가 절반밖에 되지 않아 초기진화에 실패하였다. 당시 불이 나기 시작한 1층을 포함하여 2층에는 불이 잘 붙는 화학섬유, 포목류 등이 잇달아 자리잡고 있었기 때문에 불이 옮겨붙는 속도는 매우 빨랐고 불과 20여 분만에 4층까지 옮겨 붙었다. 15일 01시 2층, 03시  3층, 04시  4층까지 전부 불에 탔다.
불을 끄는 데 소방차 76대(펌프차 26대, 탱크차 29대, 고가사다리차 2대, 기타 19대), 경찰 및 소방관 425명이 동원하여 진화작업을 하였으나 지하 1층을 제외한 4층 규모의 건물 전체가 전소되었다. 발화시점부터 8시간 뒤인 15일 06시에 불길이 잡히는 듯했으나 07시 40분 경 4층에서 다시 불길이 치솟아 11시 경이 되어서야 진화에 성공했다. 14시에 검은 연기가 완전히 잡혔다.
한편 불이 났다는 소식을 들은 상점주 2천여 명이 뒤늦게 달려와 물건을 조금이라도 빼 보려고 소방인력과 몸싸움을 벌이기도 했다.
불이 잡힌 뒤 치안본부 화재감식반이 현장감식에 들어가려 했으나, 열기가 남아있었기 때문에 16일 오전에야 조사를 시작할 수 있었다.

## 피해
불이 나기 시작한 시점 상가의 점주들은 모두 퇴근한 상태였기 때문에 민간인의 인명피해는 없었으나 화재 진압을 맡던 인원들이 피해를 입었다. 15일 7시 20분 막바지 진화작업을 하던 미8군 소방대부대장 이재곤이 건물 옥상에서 떨어진 파편에 머리를 맞아 미8군 병원으로 옮겼으나 숨졌다. 함께 불을 끄던 서울중부소방서 김달수 경장도 떨어진 각목에 맞아 부상을 입었으며, 09시 30분 중부소방서 방호과장 이대윤 경정이 질식하여 병원으로 옮겨졌고, 11시 30분 경 중부소방서장비계장 박준호 경위가 갑작스레 흘러내리는 셔터에 머리를 맞고 중상을 입어 병원으로 옮겨졌다.
이 사고로 당시 C동에 입주해 있던 351개 점포 가 전소되었으며 공식적 추계 재산피해는 1억 5천여만 원, 상인들의 추산으로는 20억 원 정도였다.

## 원인
원인조사 초기 경찰은 불이 시작되었다는 지점인 1층 6호점 주인 박일순 씨가 부근에서 합선되는 소리를 자주 들었다는 말과 점포 입주자들이 무리하게 전기를 많이 사용했기 때문에 누전이 화재 원인이라고 보았다. 그러나 6, 7호 종업원 두 명이 퇴근하면서 두꺼비집 스위치를 내리고 귀가했다고 증언하였기 때문에, 이들이 버린 담배꽁초가 불의 원인이 아닌가에 대해 조사를 했다. 그러나 이후 언론은 정확한 화재사고의 원인을 규명하여 지상에 싣지 않았다.
9월 19일 남대문시장 떠돌이 김용팔이 '내가 불을 질렀다'라는 자백을 했으나 경찰은 그가 정신적으로 온전하지 않다는 점 때문에 정신감정을 의뢰하였다.

## 피해가 컸던 이유
상점들이 합판, 목재 등으로 빼곡하게 붙어 있었고, 상점 내부마다 불이 잘 붙는 화학섬유와 의류가 많이 쌓여 있었기 때문에 불이 번지는 속도가 빨라 불길을 잡는 데 어려움이 있었다. 또한 섬유가 타면서 유독가스가 발생하였기 때문에 진압인원들이 현장에 가까이 접근할 수 없었고 상점 셔터가 모두 내려져 있어서 건물 안으로 들어가는 데 어려움이 있었다. 건물 내 천장이 불에 잘 타는 목재로 되어 있었으며 건물 중앙 에스컬레이터가 불이 잘 붙도록 하는 연통 구실을 하였으며 건물 내 스프링클러 장치가 없었고, 건물 구조 또한 복잡하여 진화작업에 에러가 있었다. 또한 시장 건물 사이로 거미줄처럼 쳐져 있는 전선들 때문에 효과적으로 진화작업을 할 수 없었으며, 소방로가 확보되지 못하여 소방차 및 인력들이 신속히 들어올 수 없어 진화 속도가 더뎠다.
남대문시장은 이 화재 이전에도 네 차례 큰불이 있었으며 이후 행정청으로부터 10여 차례 개수명령을 받았다. 그러나 특별한 조치는 취해지지 않았으며 서울시 당국도 방화시설을 형식적으로만 확인했던 것으로 밝혀졌다.
지상 건물이 전소된 것과는 달리 C동 지하상가는 8월 16일 5천여만 원을 들여 방화시설을 완비하였기 때문에 큰 피해를 보지 않아 대조를 이루었으며, 당시 지하상가에 입주해 있던 상인들은 생계를 위하여 영업 재개 허가를 요구하기도 했다.

## 사후 조치
당시 C동은 지주조합이 결성되어 있었으며 일부 상인들은 개별적으로 화재보험에 가입되어 있었기 때문에 어느 정도 보상금을 받았다. 다만 당시 추석을 앞두고 많은 물량을 들여놓은 상태에서 화재가 났기 때문에 상인들은 실제 손해액의 1/2 이하밖에 되돌려 받지 못했다.
한편 국세청은 이 화재로 피해를 입은 상인 700여명에 대해 1978년 1월 20일까지 부가가치세 예정신고납부기간을 연장하였다.
9월 16일 서울시는 화재의 원인이 무질서한 건물배치 및 전근대적인 시장 구조 때문이라고 분석하고, 진입로를 확보하고 건물구조를 혁신하는 등 남대문시장 일대를 현대화하기로 결정, 8월부터 재개발을 위해 현지측량을 시작하였고 이듬해 1978년 12월 23일 이 지구의 재개발 계획을 확정하였다. 또한 서울 시내 화재취약건물 1,284동에 대해 소방점검을 실시하고 시내 시장에 있는 가건물, 무허가건물을 일제 정비하고 공공도로의 노점을 정리하여 소방도로를 확보한다는 계획을 발표하였다.
국민은행은 화재로 피해를 입은 상인들에 대해 1인당 최대 100만원의 복구자금을 대출했다.